# Zuiho Yamaguchi
Zuiho Yamaguchi (Wajima, 21 februari 1926 - Tokio, 15 april 2023) was een Japans tibetoloog en boeddholoog. Hij is anno 2009 emeritus professor aan de Universiteit van Tokio.
Zuiho Yamaguchi is gespecialiseerd in de geschiedenis van Tibet en onderzocht onder meer de manuscripten van Dunhuang, maar hield zich ook bezig met andere onderwerpen, zoals de Tibetaanse kalender waarover hij in 1973 een werk uitbracht in het Japans. Ook deed hij grondig onderzoek naar feiten rondom koning Langdarma, waarbij hij de stelling aanvocht dat Langdarma een vervolger was van het boeddhisme en een aanhanger van de bön.
Hij schreef en bewerkte meerdere boeken. In 1984 won hij de Japan Academy-prijs voor zijn werk A Study of the Establishment of the T'u-fan Kingdom.